# 鶴見村
鶴見村（つるみむら）は、岐阜県揖斐郡にあった村。旧池田郡。1897年4月1日、他村と合併して久瀬村となり消滅した。
その後分立して藤橋村，さらに平成の大合併で揖斐川町となり現在に至る。

## 沿革
- 江戸期 - 美濃国池田郡に杉原村，親村が成立。
- 明治元年 - 杉原村が西杉原村に改称。
- 1871年（明治4年）11月22日 - 岐阜県の所属となる。
- 1875年（明治8年） - 西杉原村，親村が合併して池田郡鶴見村が成立。
- 1889年（明治22年）7月1日 - 町村制施行。鶴見村は1村で継続。
- 1897年（明治30年）4月1日[1] - 池田郡が大野郡の一部と合併して揖斐郡となる。
- 1897年（明治30年）4月1日 - 日坂村，西津汲村，東津汲村，外津汲村，三倉村，乙原村，樫原村，小津村，東横山村，西横山村，東杉原村と合併して久瀬村となる。
- 1913年（大正11年）4月1日 - 旧東横山村，西横山村，東杉原村域とともに久瀬村から分立して藤橋村となる。